# Napa Kiatwanchai
Napa Kiatwanchai (* 27. Juli 1967 in Amphoe Chok Chai, Thailand) ist ein ehemaliger thailändischer Boxer im Strohgewicht. 

## Profikarriere
Im Jahre 1987 begann er erfolgreich seine Profikarriere. Am 13. November 1988, bereits in seinem 9. Kampf, boxte er gegen Hiroki Ioka um den Weltmeistertitel des Verbandes WBC und gewann nach Punkten. Diesen Gürtel verlor er in seiner dritten Titelverteidigung im November des darauffolgenden Jahres an Choi Jum-hwan.
Im Jahre 2000 beendete er seine Karriere.